# Georg Christoph Levison
Georg Christoph Levison (* 11. Mai 1845 in Eutin; † 6. August 1879 in Kunabae, Neuirland) war ein deutscher Handelspionier und Entdecker in Ozeanien. Sein wichtigstes Tätigkeitsgebiet lag in den Karolinen und im heutigen Bismarckarchipel.

## Ausbildung und frühe Fahrten
Levison war das zweite Kind aus der Ehe des Eutiner Zahnarztes Ernst Wilhelm Levison und dessen Frau Sophie, geb. Lindner. Ab Ostern 1852 besuchte er die Eutiner Bürgerschule. Kurz vor seinem vierzehnten Geburtstag heuerte Levison erstmals auf einem Schiff an. Am 1. Juni 1865 bestand er die Hamburger Prüfung zum Steuermann Erster Klasse (Gesamtnote „gut“). Seine erste noch ermittelbare Ankunft in der südlichen Hemisphäre datiert auf den 21. November 1865. Als Führer der Bark Ailsa Craig fuhr Levison in Port Jackson, den Haupthafen von Sydney, ein. Seine früheste Tätigkeit in der Südsee ist mit dem Einsatz als Führer der Iserbrook für J.C. Godeffroy & Sohn ab 1872 dokumentiert. Zum Anfang dieses Jahres versorgte Levison die Godeffroy'schen Niederlassungen in Koror (Palau), Tomil (Yap) und auf Ponape. Von hier aus unternahm er neue Vorstöße zu den Westlichen Inseln und in den Kern des Neubritannienarchipels. Laut dem russischen Naturforscher Miklucho-Maklay soll Levison auf einer dieser Fahrten „fünf oder sechs“ junge Insulanerinnen entführt und sie später in Palau gegen einige Säcke Bêche-de-mar an den Ibedul (ersten Mann) von Koror verkauft haben. Etwa gleichzeitig schloss Levison einen Händlervertrag mit dem Engländer William T. Wawn für eine Vertretung auf Satawan (Mortlockinseln) ab. Anknüpfend an die Vesta-Expedition seines Vorläufers Alfred Tetens zu den Exchequerinseln setzte er im August 1872 in der östlich liegenden Hermitgruppe als ersten stationären Händler den Liverpooler Thomas Shaw ein. Auf den Anachoreteninseln wurde der Hamburger August Grapengeter gelandet. Im Februar des Folgejahres wurde Wawn von Satawan abgezogen, um mit ihm und dem Engländer John Nash erste Niederlassungen auf der Gazelle-Halbinsel zu gründen (Stranddorf Nogai und Hafeninsel Matupi in der Blanche Bay).

## Entdeckungen im späteren Bismarckarchipel

Karte der Duke-of-York-Inseln (1879) mit der Levinsohn-Passage im Nordosten Miokos

Der von Levison aufgefundene Weber Hafen nach ersten Vermessungen (1879)

Der Weber Hafen im Deutschen Kolonialatlas (1893)

In einem zweiten Vorstoß von Samoa mit der Etienne erreichte Levison am 11. Juli 1876 die Duke-of-York-Insel Mioko. In ihrem Nordosten fand er eine neue Einfahrt in den Naturhafen, die im Dezember 1878 von Korvettenkapitän Bartholomäus von Werner als Levinsohn-Passage in die Seekarten eingetragen wurde. Bis zum Juli 1876 wurden von Levison rund sechs Europäer auf neu errichtete Stationen an den Nordstränden der Gazelle-Halbinsel aufgesetzt. Auf einer Erkundungsfahrt, die erstmals über das Kap Luen nach Westen hinausging, entdeckte er zum Monatsende eine Bucht mit Ankergrund, die er zu Ehren seines Vorgesetzten auf Samoa, Theodor Weber, „Weberhafen“ (heute: Ataliklikun Bay) nannte. Am Ostrand der Bucht traf Levison Vorkehrungen zur Gründung einer Faktorei, die nach ihrer Errichtung als Geschäftszentrum von Godeffroy & Sohn auf der Halbinsel diente. Eine ebenfalls neue Niederlassung auf Mioko baute Levison zur Zentralstation für den Neubritannienarchipel und die Salomongruppe aus. Im dritten Quartal 1877 besetzte er sie mit dem Halb-Tongaer John Knowles als Leiter. 

## Gewalttätigkeiten und Mordaufträge
Die gewaltsame Tötung seines Händlers im Dorf Ratavul (Gazelle-Halbinsel) durch Einheimische wertete Levison als einen Präzedenzfall, dem er mit größtmöglicher Härte begegnen musste, damit Übergriffe dieser Art sich nicht wiederholten. In einer Allianz mit dem Oberhaupt Buhlailai aus Kabakada führte Levison einen Vergeltungsschlag gegen Ratavul, der jedoch an der Schwäche der Allianz scheiterte. Etwa gleichzeitig nutzte er seine Beziehungen zu Buhlailai für einen Auftragsmord an dem Engländer Jamieson, der in Kabakada für Godeffroy & Sohn handelte. Bei der Untersuchung des Vorfalls durch HMS Conflict bot Levison sich als Dolmetscher an und bezeichneten fälschlich Buhlailai und dessen Sohn Toberinge als Anstifter. Dies und die Tatsache, dass Levison die Witwe Jamiesons, eine Samoanerin, an Bord der Etienne genommen und zu seiner Lebensgefährtin gemacht hatte, führten zu Verstimmungen in den Handelsbeziehungen, derentwegen die Faktorei im Weberhafen vorübergehend geschlossen werden musste. Bei einem Konflikt im Umland erhielt Levison zwei Speerwunden, für deren Behandlung er nach Sydney reiste.
Nach Levisons Rückkehr in den Neubritannienarchipel führte seine Weigerung, disziplinarische Schritte gegen den Mioko-Leiter John Knowles einzuleiten, zu neuen Auseinandersetzungen. Während Levisons Abwesenheit hatte Knowles einen der ihm untergebenen Händler erschlagen. Differenzen ergaben sich nun mit dem wesleyanischen Missionar George Brown in Hunterhafen, der sich über Levisons Absage, den Halb-Tongaer aus dem Archipel zu entfernen, beim deutschen Konsul auf Samoa beschwerte.
Im Dezember 1878 gab Levison zwei Anführern der Insel Matupi (Blanchebucht, Gazelle-Halbinsel) einen nächsten Mordauftrag. Der Matrose „Tom“ der Brigg Adolph, deren Kommando Levison nach seiner Rückkehr übernommen hatte, sollte der samoanischen Lebensgefährtin Levisons nachgestellt haben. John Knowles wurde zum Mitwisser der Tat und anschließend wohl deshalb von Levison auf die Außenstation Kunabae auf Neuirland versetzt.

## Tod auf Neuirland

Meldung vom Tod Georg Christoph Levisons im Sydney Morning Herald, 18. Oktober 1879

Während eines Aufenthalts von HMS Renard im Hafen von Mioko behauptete Levison, Knowles habe seine Station auf Neuirland ungenehmigt verlassen und sei an Bord des Kriegsschiffes gefahren, um dort „Geschichten“ zu erzählen. Mit diesen habe Knowles von seiner eigenen Person, seiner möglichen Rolle im Mordfall „Tom“ und dem noch gegen ihn schwebenden Vorwurf des Totschlages ablenken wollen. Bei einem Besuch auf Kunabae am 6. August 1879 versuchte Levison, Knowles mit einer Morddrohung einzuschüchtern, griff aber laut diesem noch im selben Moment nach einem Gewehr. Nach einem Handgemenge, bei dem es zufolge Knowles um den Besitz der Waffe ging, traf Levison eine Kugel, die Knowles im Affekt gefeuert hatte, und tötete ihn.
Mannschaftsmitglieder der Brigg Adolph, mit der Levison nach Kunabae gekommen war, nahmen Knowles gefangen und überstellten ihn im Hafen von Mioko an Kommandant Richards von HMS Renard. Levisons Leiche beerdigte man unter der Veranda des Stationsgebäudes in Kunabae. Sie wurde später auf den Inabui-Friedhof der Duke-of-York-Inseln umgebettet.

Meldung der Fiji Times über die Ankunft von John Knowles als Gefangenem der HMS Emerald zur Vorladung vor das Gericht des Britischen Hochkommissariats auf Fidschi, Ausgabe vom 15. November 1879

 Ein Gerichtsverfahren auf den Tonga-Inseln, wohin Knowles auf Anordnung des britischen Hochkommissariats auf Fidschi verbracht wurde, erklärte ihn des Mordes an Levison für schuldig und verurteilte ihn zur Verbannung nach Namukaiki. Laut einem Leserbrief an den Pacific Islands Monthly konnte Knowles jedoch eine Revision erwirken und erlangte um 1888 in einem neuen Verfahren einen Freispruch.

## Historische Würdigung
Während des Besuchs der Ariadne im Neubritannienarchipel im Dezember 1878 diente Levison der Korvette als Lotse und Führer. Von deren Kommandanten wurde er rückblickend als einer derjenigen Männer gewürdigt, deren nautischen Angaben über das Inselgebiet man „rückhaltlos“ vertrauen könne. Ungeachtet seiner Leistungen als Seemann, Handelspionier und Entdecker galt Levison den meisten Zeitgenossen aber als moralisch suspekt. Reverend Benjamin Danks, der Leiter der wesleyanischen Mission auf der Gazelle-Halbinsel, äußerte nach Levisons gewaltsamem Tod, dass über die „Schlechtigkeit“ des Kapitäns im Archipel allgemein kaum Zweifel bestanden hätten. Der Kolonialschriftsteller Hugo Zöller hielt es für fraglos, dass Levison in der Südsee eine „gewisse Berühmtheit“ erlangt hatte, allerdings nicht im positiven Sinn. Der Südseekaufmann Eduard Hernsheim sah laut dessen Biograph Jakob Anderhandt in Levison einen „zwielichtig-eifersüchtigen“ Mann. Die Historikerin Gabriele Hoffmann bezeichnet Levison als „kaltblütigste[n]“ aller Kapitäne, die bei Joh. Ces. Godeffroy & Sohn beschäftigt gewesen seien.